# Xemnas
Xemnas is de belangrijkste vijand uit het computerspel Kingdom Hearts II. 
Hij kwam het eerst voor in het computerspel Kingdom Hearts II op het strand aan het begin van het spel, terwijl hij Roxas vertelt over zijn eerste ontmoeting met Sora, en dat hij op Sora lijkt. 
Sora leert  "de ware aard van Ansem" kennen wanneer Mickey verklaart dat de Ansem die hij kent, en de Ansem die Sora heeft verslagen, niet dezelfde zijn. Toch kon Mickey de ware naam van de bedrieger niet herinneren  tot hij Xemnas zag, die in het midden van een Heartless invasie van Hollow Bastion verschijnt. Het plan van Xemnas wordt verklaard door andere leden van de Organization; de harten die uit Heartless komen zouden in Kingdom Hearts bijeenkomen, die zijn potentiële macht verhogen. Terwijl Xemnas met Mickey in achtervolging ontsnapt, gaat Sora opnieuw de confrontatie aan met hem in de World that never was wanneer DiZ probeert om de macht van Kingdom Hearts te verkrijgen. Xemnas openbaart tegelijkertijd dat hij probeert om een nieuw imperium te bouwen, één hart, en hij dankt zijn vroegere meester voor dit. Aangezien hij naar DiZ als bron van alle Heartless verwees, verklaarde hij dat wegens zijn vroegere meester, diens hart vol zit met wraak, maar DiZ was ook de reden voor de afdaling van Xehanort in duisternis. DiZ's explodeert de machine, hierdoor sterft hij en waardoor een reusachtig gat in het hart Van Kingdom Hearts achterlaat; veel die van de harten komen in de regen van Kingdom Hearts neer en worden Heartless, waardoor de plannen van Xemnas worden belemmerd. In de climax van het spel, probeert Xemnas te eisen dat Sora met zijn Keyblade meer Heartless vernietigt om Kingdom Hearts te herstellen, en probeert om op hun emotie een beroep te doen. Nadat beide pogingen en een gevecht met Sora mislukken, gebruikt Xemnas wat krachten van Kingdom Hearts. In een laatste gevecht, verslaan Sora en Riku Xemnas en dit betekent tevens het einde van Organization XIII.